# Nafraiture
Nafraiture (en wallon : Nafraiteure, localement Nafraitère ) est une section et un village de la commune belge de Vresse-sur-Semois située en Région wallonne dans la province de Namur.
Nafraiture était une commune à part entière avant la fusion des communes de 1977.

## Évolution démographique
- Source: DGS, 1831 à 1970=recensements population, 1976= habitants au 31 décembre

## Description
C'est le premier village de la commune de Vresse-sur-Semois que l'on rencontre en venant de Gedinne, si l'on choisit de bifurquer sur la gauche au carrefour de la chiquetterie.
Nafraiture surgit alors dans son cadre verdoyant de prairies, absorbé dans ses occupations champêtres, bien loin de l'agitation des villages de la vallée. Entre Nafraiture et Orchimont, qui occupent chacun un versant de vallée, la route franchit une gorge boisée. À l'emplacement de l'ancienne gare du vicinal, le syndicat d'initiative local a aménagé une splendide aire de barbecue ainsi qu'une piste de santé ADEPS.

## Patrimoine et culture

### Patrimoine architectural et curiosités
Au carrefour de la Chiquetterie se trouve un beau jardin de plantes médicinales, aménagé derrière le café-restaurant : il contient des centaines de plantes étiquetées utilisées en herboristerie.
La localité, qui possède de belles fermes traditionnelles et un ancien manoir, s'ordonne autour de la place Baron Léon Frédéric, ainsi baptisée en l'honneur du peintre (1856-1940) dont le nom est indissociable de Nafraiture.
C'est en 1883, au retour d'un long séjour en Italie, que le jeune artiste natif de Schaerbeek s'éprend de Nafraiture, alors qu'il y accompagne une de ses nièces fiancée à l'instituteur du village. C'est là qu'il réalisera désormais la majeure partie de son œuvre, qu'on peut admirer aujourd'hui à Anvers, Gand, Bruxelles et dans l'église de Nafraiture, à laquelle il offrit en 1892 trois de ses plus belles toiles, formant le Triptyque de la Sainte Trinité.
Cette œuvre non conventionnelle, aux coloris délicats et très travaillés, recourant largement au symbolisme, choqua les bonnes âmes de l'époque, plus habituées aux naïves expressions de la piété populaire. Les trois volets (la Sainte Face, Dieu le Père, le Saint-Esprit) fourmillent d'allégories, comme les fleurs de lys qui évoquent la pureté, et les roses l'amour. Le triptyque de Nafraiture a beaucoup voyagé dans les expositions internationales, notamment à la Kunsthalle de Düsseldorf et plusieurs fois au Japon.
L'église Sainte-Anne jouit aussi d'un grand renom pour des œuvres plus contemporaines : un saint Joseph et une sainte Anne trinitaire (c'est-à-dire accompagnée de la Vierge et de l'Enfant-Jésus), statues en terre cuite de Christian Leroy. Un tabernacle d'argent et d'émail, un lutrin de bois sculpté et un superbe chemin de croix en terre cuite de Mathieu Ackermans.